# L'Incorrigible
L'Incorrigible is een Franse film van Philippe de Broca die werd uitgebracht in 1975.
Het scenario is gebaseerd op de roman Ah ... mon pote! (1973) van Alex Varoux.
Deze komedie is de vijfde en voorlaatste film die Jean-Paul Belmondo draaide onder regie van Philippe de Broca. Net zoals de vier vorige genoot L'Incorrigible heel wat bijval bij het Franse filmpubliek. 

## Samenvatting
Victor Vauthier is een charmante en onverbeterlijke oplichter met mythomane neigingen. Hij is amper ontslagen uit de gevangenis en hij begint al zijn volgende diefstallen en oplichtingszaakjes te plannen. Er wordt echter een reclasseringsambtenaar, Marie-Charlotte,  aangesteld om hem op het rechte pad te brengen en te houden en hem zo te re-integreren. De charmes van Marie-Charlotte moeten niet onderdoen voor Victors charmes: hij voelt zich algauw aangetrokken tot haar. En de aantrekkingskracht is vlug wederzijds.
Camille, Victors oom en spirituele vader, zet hem ertoe aan een schilderij van El Greco te ontvreemden in het museum van Senlis. De vader van Marie-Charlotte is er conservator. 

## Rolverdeling
| Acteur             | Personage                          |
| ------------------ | ---------------------------------- |
| Jean-Paul Belmondo | Victor Vauthier                    |
| Geneviève Bujold   | Marie-Charlotte Pontalec           |
| Julien Guiomar     | oom Camille                        |
| Charles Gérard     | Raoul                              |
| Daniel Ceccaldi    | de politieprefect                  |
| Capucine           | Hélène Dupont-Moreau               |
| Andréa Ferréol     | Tatiana Negulesco                  |
| Michel Beaune      | de minister                        |
| Pascal Roberts     | Adrienne                           |
| Dora Doll          | Thérèse, de kassierster van de bar |
| Catherine Alric    | Catherine                          |
| Robert Dalban      | Freddy                             |
| Anémone            | een prostituee                     |